# 4977 Rauthgundis
4977 Rauthgundis este un asteroid din centura principală, descoperit pe 24 septembrie 1960, de Cornelis van Houten și Tom Gehrels.